# 公主新娘
《公主新娘》（英語：The Princess Bride）是1987年由羅伯·雷納执导并与他人联合制作的一部美国奇幻冒险喜劇電影，主演有羅蘋·萊特、卡利·艾域士、曼迪·帕廷金、克里斯·沙蘭登、克里斯多夫·葛斯特、華萊士·尚恩以及巨人安德烈。影片改编自威廉·戈德曼1973年的同名小说，讲述了勇敢的农场工人威斯利在旅途中结识了幾個伙伴后，一起从卑鄙的洪佩爾丁克王子手中解救摯愛的毛毛公主的故事。影片保留了小说的後設风格，以祖父为生病的孙子读书的形式展开故事情节。
該片于1987年9月25日在美国首次上映，获得了评论界的一致好评。虽然最初票房表现平平，但随着时间的推移，该片成为了一部邪典电影，被誉为1980年代最佳电影之一，同时也是雷納的最佳作品之一。該片在精彩電視台“100部最搞笑电影”排行榜中排名第50，美国电影学会“百年百大愛情電影”榜单中名列第88位，第四台“50部最佳喜剧电影”榜单中排名第46位。此外，該片还获得了1988年雨果奖的最佳戲劇表現獎。
2016年，國會圖書館以其“在文化、历史或美学上具有重要意义”将该片选入國家影片登記表。

## 劇情
祖父为生病的孙子阅读了一本小说，起初孙子对故事并不感兴趣。
书中讲述了毛毛的故事，她是生活在虚构王国弗羅林的一位年轻女子。每当她命令农场工人威斯利做事时，他总是答道：“如你所願。”两人相爱后，威斯利离开家乡出海寻求财富，以便两人能结婚。然而，威斯利的船被可怕的海盜羅伯茲袭击，大家都認為他已經死了。
五年后，毛毛被迫与弗羅林的洪佩爾丁克王子订婚。在婚礼前，她被狡猾的西西里罪犯維西尼及其手下巨人費奇克和西班牙击剑大师伊尼哥·蒙托亞绑架。蒙托亞一心复仇，寻找谋杀其父的六指男人。一位蒙面黑衣人追赶他们，同时洪佩爾丁克和他的士兵也在追捕。
在瘋狂懸崖顶，黑衣人击败了伊尼哥的剑术，将他打晕，又掐晕了費奇克，還利用计谋让維西尼喝下毒酒而死。他带着毛毛逃离了洪佩爾丁克的追捕。毛毛认出他是可怕的海盜羅伯茲，指责他杀害威斯利，将他推下山谷。在滚落过程中，他喊出了“如你所願！”毛毛认出他是威斯利，也跳下山谷，两人重聚。
为躲避洪佩爾丁克和士兵，他们穿越火沼澤。在途中，威斯利解释了“可怕的海盜羅伯茲”这个头衔是可以转让的，他从上一任羅伯茲那里继承了过来，打算将其传给下一位。当他们离开火沼澤后，洪佩爾丁克抓住了他们。毛毛同意跟洪佩爾丁克回去，因为他承诺释放威斯利。然而，洪佩爾丁克秘密命令魯根伯爵将威斯利送到絕望之坑酷刑室。当威斯利注意到魯根右手有六根手指时，魯根将他打晕。
毛毛威胁若举行婚礼便自杀，洪佩爾丁克于是虚伪地答应帮她寻找威斯利。实际上，他计划嫁祸敵国荷蘭，借杀死毛毛引发战争。洪佩爾丁克謊稱荷蘭來的殺手滲入了盜賊森林，下令清空那里並逮捕所有的居民。与此同时，費奇克加入了清空盜賊森林的暴徒小隊。他在森林里找到酗酒的伊尼哥，使他清醒后告诉他魯根的消息。伊尼哥表示，他们需要威斯利的帮助才能攻进城堡。
毛毛意识到洪佩爾丁克没有寻找威斯利，便骂他是懦夫。洪佩爾丁克愤怒之下将她监禁，折磨威斯利至濒死状态。伊尼哥和費奇克听到威斯利的惨叫，终于找到了他，将他带到民间医生奇蹟麥斯那里。麥斯用药将“快死了”的威斯利复活，但他仍然非常虚弱。
在婚礼期间，威斯利、伊尼哥和費奇克冲进城堡。洪佩爾丁克惊慌失措，命令牧师迅速完成仪式。伊尼哥与魯根对峙，魯根逃跑后暗中偷袭刺伤了他。受伤的伊尼哥仍然勇敢应战，杀死了魯根。威斯利找到准备自杀的毛毛，告诉她婚姻未经她同意所以是无效的。洪佩爾丁克找到他们，向威斯利挑战决斗，但在威斯利威吓之下選擇投降。伊尼哥与威斯利和毛毛汇合，費奇克找来四匹马供他们逃脱。当伊尼哥对未来感到迷茫时，威斯利提议将可怕的海盜羅伯茲的头衔传给他。黎明时分，威斯利和毛毛深情接吻，重聚在一起。
病中的孙子热切地请求祖父第二天再读一遍故事，祖父答道：“如你所願。”

## 演员
- 卡利·艾域士 饰 威斯利/可怕的海盜羅伯茲（英语：Dread Pirate Roberts）
- 曼迪·帕廷金 饰 伊尼哥·蒙托亞（英语：Inigo Montoya）
- 克里斯·沙蘭登（英语：Chris Sarandon） 饰 洪佩爾丁克王子
- 克里斯多夫·葛斯特（英语：Christopher Guest） 饰 泰容·魯根伯爵
- 華萊士·尚恩 饰 維西尼
- 巨人安德烈 饰 費奇克
- 弗萊德·薩維奇 饰 孫子
- 羅蘋·萊特 饰 毛毛[註 3]，公主新娘
- 彼得·福克 饰 祖父
- 彼得·库克（英语：Peter Cook） 饰 令人印象深刻的牧師
- 梅尔·史密斯（英语：Mel Smith） 饰 白化症傢伙
- 卡萝尔·凯恩 饰 維樂莉
- 比利·克里斯托 饰 奇蹟麥斯

贝琪·布兰特利（Betsy Brantley）饰演薩維奇角色的母亲，马格丽·梅森（Margery Mason）饰演毛毛梦中讥讽她的老妇人。威洛比·格雷（Willoughby Gray）和安妮·戴森（Anne Dyson）饰演弗羅林国王和王后。马尔科姆·斯托里（Malcolm Storry）饰演首席執法者葉林，保罗·巴杰（Paul Badger）饰演一名暴徒幫手。